# Geórgios Grívas
Pour les articles homonymes, voir Grivas.
 (avril 2009).
Si vous disposez d'ouvrages ou d'articles de référence ou si vous connaissez des sites web de qualité traitant du thème abordé ici, merci de compléter l'article en donnant les références utiles à sa vérifiabilité et en les liant à la section « Notes et références ».
Geórgios Grívas (en grec moderne : Γεώργιος Γρίβας) également connu sous son nom de guerre Digenís (Διγενής) (5 juillet 1898 - 27 janvier 1974) est un Chypriote, général de l'armée grecque[réf. nécessaire] et leader de l'EOKA, mouvement indépendantiste de Chypre.

## Biographie
Né dans le village chypriote de Tríkomo[réf. nécessaire], il fit ses études à l'Académie militaire grecque.
Il participe à la campagne d’Asie Mineure contre les Turcs en 1920-1922.
Pendant l'occupation allemande (1941-1944), il fut le créateur et le chef de l'Organisation X (en), une milice tantôt résistante contre l'Axe, tantôt collaborationniste, royaliste et d'extrême droite. Après la libération du pays, le mouvement joua un rôle important dans la guerre civile grecque, en tant que milice anticommuniste. À la fin de la guerre civile, il tenta de fonder un parti politique.
Il retourna à Chypre en 1955 où il créa l'EOKA. Il prit comme nom de guerre Digenís, en référence au héros mythique Digénis Akritas, membre de la garde d'honneur de l'empereur byzantin. Le but de l'EOKA était de mettre un terme au statut de colonie britannique de l'île et de réaliser l'Énosis, l'union avec la Grèce. Les actions de l'EOKA visèrent principalement les intérêts britanniques et les forces armées coloniales mais des actions punitives ont également été menées contre les collaborateurs qui soutenaient et aidaient l'action répressive des forces d'occupation britanniques.
Quand la Grande-Bretagne a dû accorder son indépendance à Chypre en 1960, un des préalables posés était que Grívas soit expulsé de l'île et qu'il lui soit interdit d'y retourner. Grívas est alors retourné à Athènes mais au moment de la création de l'armée chypriote, Makários III et le gouvernement d'Athènes lui ont permis de revenir sur l'île et lui ont octroyé le commandement de la garde nationale. Il fut de nouveau expatrié à Athènes en 1968 à la demande des dictateurs d'Athènes qui, intimidés par des menaces turques, ont retiré de Chypre la totalité des forces armées grecques stationnées sur l'île.
Revenu sur Chypre clandestinement en 1971 à la demande de la dictature des colonels, il crée EOKA B dans le but de lutter contre Makários. Il meurt de maladie dans le maquis le 27 janvier 1974.
Sa mort laisse le champ libre aux dictateurs d'Athènes qui organisent le coup d'État de juillet 1974 dont les conséquences (invasion et occupation turque, 200 000 réfugiés et déplacement de populations, 1 600 disparus) sont toujours visibles sur l'île.